# 大垣市立上石津学園
大垣市立上石津学園（おおがきしりつ かみいしづがくえん）は、岐阜県大垣市にある公立の義務教育学校。

## 概要
2024年、大垣市上石津地域の1つの中学校（上石津中）と4つの小学校（多良小・時小・一之瀬小・牧田小）を統合し開校。大垣市及び西濃地域で最初の公立義務教育学校である。
校舎は旧・上石津中学校の施設を改修した建物である。また、校歌は旧・上石津中学校の校歌を使用する。

## 沿革
- 2021年（令和3年）3月 - 大垣市教育委員会が上石津地域の小中学校5校を統合し、義務教育学校1校を新設する方針を固める[2]。
- 2023年（令和5年）6月 - 校章が決まる[3]。
- 2024年（令和6年）
  - 4月1日 - 開校。
  - 4月8日 - 開校式を行う[1][4]。開校時の生徒数は274人[1][4]。

## 通学区域
大垣市上石津地域全域
- 上石津町牧田
- 上石津町乙坂
- 上石津町一之瀬
- 上石津町下多良
- 上石津町上鍛治屋
- 上石津町谷畑
- 上石津町奥
- 上石津町祢冝上
- 上石津町宮
- 上石津町上原
- 上石津町三ツ里
- 上石津町上多良
- 上石津町前ケ瀬
- 上石津町西山
- 上石津町祢冝上入会
- 上石津町宮三ツ里入会
- 上石津町上多良前ケ瀬入会
- 上石津町下山
- 上石津町打上
- 上石津町堂之上
- 上石津町上
- 上石津町細野
- 上石津町時山